# Библиотека евангелического богословского факультета Карлова университета
Библиотека евангелического богословского факультета Карлова университета находится в подвале здания факультета в Праге на улице Черна. В его фонде около 150 000 публикаций, более 200 периодических изданий, на которые регулярно подписывается,
Библиотека содержит большое количество архивных периодических изданий.

## История
Библиотека была создана так же, как и факультет в 1919 году . Министерство образования и национального просвещения Чехии поддержало его создание, выделив 50 000 крон. В 1920 г. в собрании было около 3000 публикаций, в 1939 г. - около 30 000. Пожертвования были важной формой расширения библиотеки; так, например, в собрание попала библиотека приходского священника Яна Карафиата.
С конца 1930-х до начала 1980-х годов библиотеку возглавлял Вацлав Соботка, а в 1990 году факультет присвоил ему звание почетного доктора за заслуги перед библиотекой. Во время Второй мировой войны, в 1942 году, профессор Франтишек Михалек Бартош спас библиотеку от перевозки в Австрию, а книги хранились в подвале дома Гуса. Разделение факультета на евангелический и чехословацкий теологический факультет Гуса в 1950 году существенно не повлияло на библиотеку.
В 1953 году библиотека временно разместилась в бывшем актовом зале в доме Гуса и оставалась там до конца 1980-х годов. К 1969 году в ней уже было 70 000 томов.
В 1990 году библиотека, как и весь факультет, стала частью Карлова университета, а в 1995 году переехала в нынешнее здание факультета на улице Черна.
В 2000 году после четырехлетней реконструкции открылся свободный выбор книг.
Самая старая печатная копия в коллекции библиотеки — Венецианская Библия 1506 года.